# Solaris Trollino 15

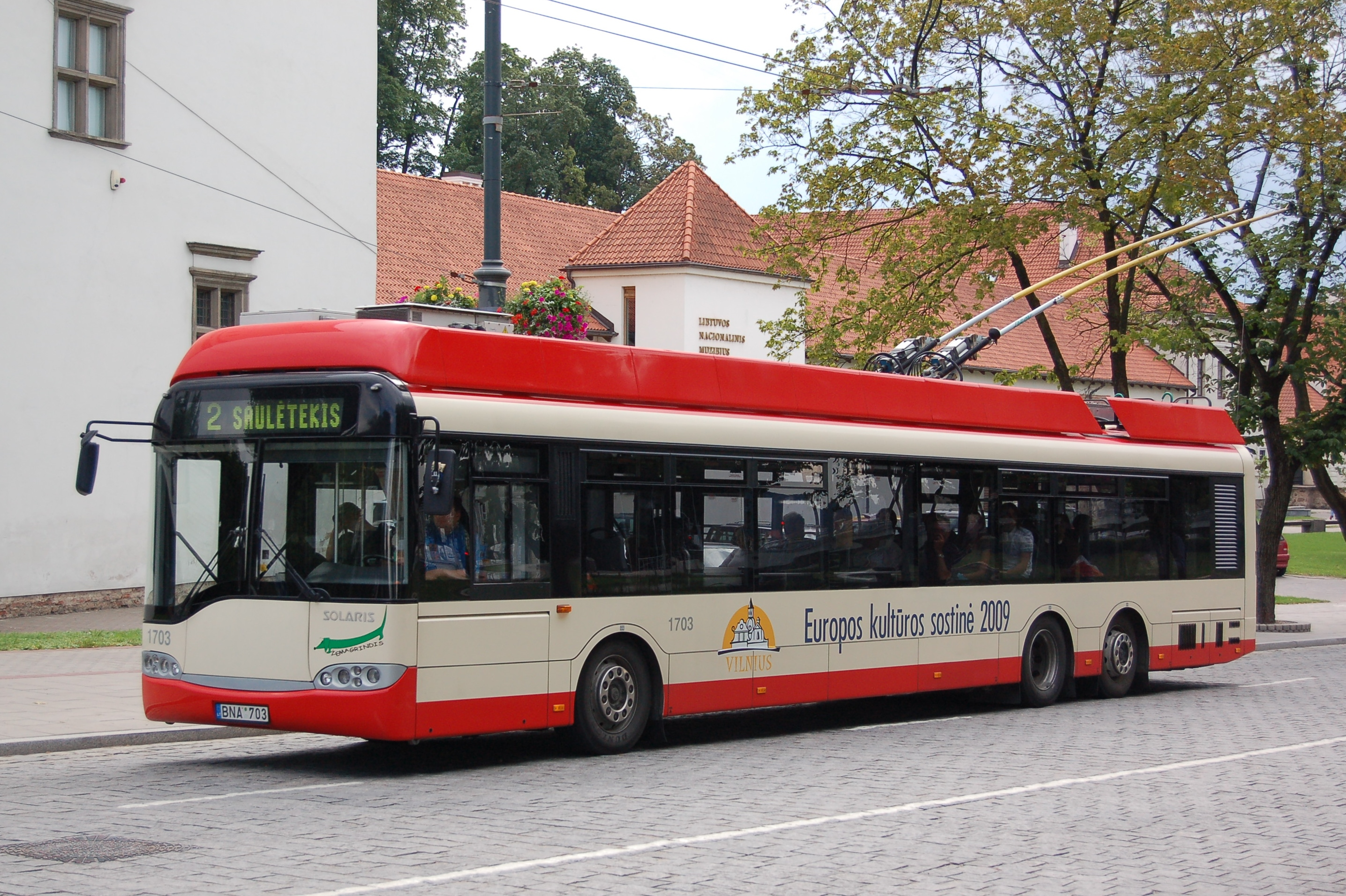
Solaris Trollino 15 v ulicích litevského Vilniusu

Solaris Trollino 15 je třínápravový nízkopodlažní trolejbus, který byl vyráběn v letech 2003 až 2018 polskou firmou Solaris Bus & Coach.

## Konstrukce
Trollino 15 je prvním nízkopodlažním trolejbusem délky 15 m na světě. Jde o třínápravový standardní (bezkloubový) vůz se samonosnou karoserií. Mechanicky vychází z autobusu Solaris Urbino 15. Střídavá elektrická výzbroj TV Europulse od firmy Cegelec s asynchronním trakčním motorem byla do vozů montována v dílnách ostravského dopravního podniku (nyní dílny Ekova Electric). V pravé bočnici vozu se nacházejí troje dvoukřídlé sklápěcí dveře. 
Trolejbus Trollino 15 může být na přání zákazníka vybaven také pomocným naftovým agregátem, který umožňuje jízdu vozu i mimo trolejové vedení.
Od roku 2008 byl patnáctimetrový trolejbus Solaris vyráběn též ve spolupráci s plzeňskou Škodou Electric pod označením Škoda 28Tr.

## Prototyp
Prototyp vozu Trollino 15 AC byl vyroben v roce 2003. Po různých zkouškách byl v Ostravě ještě téhož roku zařazen do pravidelného provozu a obdržel evidenční číslo 3601. Vůz dojezdil v provozu v červnu 2024.

## Dodávky trolejbusů
| Současný stát | Město   | Článek | Typ            | Roky dodávek | Počet vozů | Evidenční čísla při dodání                 | Poznámky | Zdroj |
| ------------- | ------- | ------ | -------------- | ------------ | ---------- | ------------------------------------------ | -------- | ----- |
| Česko         | Ostrava | článek | Trollino 15 AC | 2003–2007    | 4          | 3601–3604                                  |          | [ 3 ] |
| Litva         | Vilnius | článek | Trollino 15 AC | 2004–2006    | 45         | 1674–1682, 1698–1710, 2683-2697, 2711–2718 |          | [ 4 ] |